# Ca l'Alegret (la Bisbal del Penedès)
Ca l'Alegret és una masia del municipi de la Bisbal del Penedès inclosa en l'Inventari del Patrimoni Arquitectònic de Catalunya.

## Descripció
El mas de Ca l'Alegret destaca en un primer cop d'ull entre la caseria de l'Ortigós. És una masia molt gran, en la qual ressalten la torre i el celler. La torre, molt reconstruïda, té planta quadrada i una sèrie de finestres d'arc de mig punt. Pel que fa a l'espaiós celler, cal dir que va transformar-se en restaurant i que consta d'una sola nau dividida per un gran arc de mig punt del qual es poden observar els contraforts des de l'exterior, així com d'un sostre amb dues vessants fet de fusta.

## Història
El mas va ser construït l'any 1768, segons es pot veure en una inscripció que es troba a la part superior d'una portalada de pedra amb arc escarser o rebaixat. El celler és posterior, construït a l'entorn de 1910. El mas fou treballat des de la construcció de la casa per masovers, el primer dels quals fou Salvador Belvey, segons la inscripció que es pot trobar sobre la llinda d'una finestra (Salvador Belvey any 1767). El van succeir realitzant la mateixa feina el seu fill i el seu net. En una finestra hi trobem la data de 1773.